# Henry Louis Mencken
Henry Louis Mencken (12. září 1880 Baltimore – 29. ledna 1956 Baltimore) byl americký novinář, esejista, satirik, kulturní kritik a odborník na americkou angličtinu. Mimo jiné vytvořil pojem biblický pás.
Širokou pozornost mu získaly jeho satirické reportáže o Scopesově procesu, v nichž zastával protináboženská stanoviska. Jako vědec je Mencken známý svou knihou The American Language, mnohasvazkovou studií o tom, jak se mluví ve Spojených státech amerických. V oblasti kulturní kritiky byl velkým propagátorem díla Marka Twaina, z autorů své doby prosazoval Theodora Dreisera a Sinclaira Lewise. Jako novinář pracoval v baltimorských denících Baltimore Morning Herald a Sun, osvojil si velmi útočný a sarkastický styl, který dal základ obecnému pojmu „menckeniánský“. Založil též vlivný časopis American Mercury. Byl obdivovatel německého filozofa Friedricha Nietzscheho. Ve jménu jeho filozofie byl elitář a odpůrce zastupitelské demokracie, kterou považoval za systém, v němž podřadní lidé vládnou nadřazeným (tyto názory shrnul zejména ve své knize Notes on Democracy z roku 1926). Postavil se proti americkému vstupu do první i druhé světové války, navzdory tomu byl přesvědčeným militaristou („Válka je dobrá věc, protože připouští ústřední fakt lidské přirozenosti… Národ setrvávající příliš dlouho v míru se stává jakousi obří starou pannou,“ napsal). Některé názory v jeho soukromých denících byly identifikovány jako rasistické, antisemitské a pronacistické. Byl německého původu a jeho prvním jazykem byla původně němčina. Christopher Hitchens ho popsal jako celoživotního německého nacionalistu. Jeho dlouholetý domov ve čtvrti Union Square v západním Baltimoru byl po jeho smrti přeměněn na městské muzeum, H. L. Mencken House.